# Paragomphus nyasicus
Paragomphus nyasicus – gatunek ważki z rodziny gadziogłówkowatych (Gomphidae).